# Chuck Woolery
Charles Herbert Woolery, dit Chuck Woolery, est un acteur et présentateur de télévision américain né le 16 mars 1941 à Ashland (Kentucky) et mort le 23 novembre 2024 à Horseshoe Bay (Texas).

## Filmographie
- 1972 : New Zoo Revue (série télévisée) : Mr. Dingle
- 1974 : Sonic Boom
- 1976 : Evil in the Deep : Victor Spivak
- 1978 : A Guide for the Married Woman (TV) : Tennis Pro
- 1982 : Six Pack : commentateur TV n° 2
- 1985 : The Big Spin (série télévisée) : présentateur (1985-)
- 2002 : Lingo (série télévisée) : présentateur
- 2004 : Scrubs, saison 4 épisode 6 (série télévisée) : lui-même